# Critérium des Deux Vallées
Le Critérium des deux vallées est une course cycliste française disputée au mois d'avril dans le département de la Charente, en Nouvelle-Aquitaine. Créée en 1998, elle est organisée par l'UA La Rochefoucauld jusqu'en 2017.

## Programme
Le classement général de la compétition est établi au temps par rapport aux résultats de deux épreuves, l'une disputée à Saint-Claud, et l'autre disputée à Saint-Angeau : le Critérium de Terrebourg. À partir de 2002, le Critérium de Mornac remplace l'épreuve de Saint-Claud.

## Palmarès
| Année | Vainqueur            | Deuxième              | Troisième         |
| ----- | -------------------- | --------------------- | ----------------- |
| 1998  | Frédéric Berland     |                       |                   |
| 1999  | Vincent Vierge       |                       |                   |
| 2000  | Nicolas Brachet      |                       |                   |
| 2001  | Jonathan Rosenbrier  |                       |                   |
| 2002  | William O'Callaghan  | Hervé Duclos-Lassalle | Julien Belgy      |
| 2003  | Nicolas Labussière   |                       |                   |
| 2004  | Nicolas Labussière   |                       |                   |
| 2005  | Tony Huet            |                       |                   |
| 2006  | Vivien Seguinot      |                       |                   |
| 2007  | Médéric Clain        |                       |                   |
| 2008  | Jakub Średziński     |                       |                   |
| 2009  | Loïc Herbreteau      | Clément Dupuis        | Julien Schick     |
| 2010  | Mathieu Desniou      | Mickaël Meytou        | Loïc Herbreteau   |
| 2011  | Jean Mespoulède      | Loïc Herbreteau       | Romain Gioux      |
| 2012, | Jean Mespoulède      | Marc Staelen          | Mickaël Larpe     |
| 2013  | Marc Staelen         | Yohan Soubes          | Guillaume Gerbaud |
| 2014  | pas de course        | pas de course         | pas de course     |
| 2015  | Mickaël Guichard     | Killian Larpe         | Loïc Herbreteau   |
| 2016, | Clément Saint-Martin | Loïc Herbreteau       | Yoann Paillot     |